# Taylor Schilling
Taylor Schilling (Boston; 27 de julio de 1984) es una actriz estadounidense conocida por interpretar a Piper Chapman en la serie Orange Is the New Black, papel por el cual ganó un premio Satellite en 2013 como mejor "Actriz en comedia o musical", además de estar nominada en dos oportunidades a los Globo de Oro, en 2013 "a la mejor actriz de serie de televisión dramática" y en 2014 "a la mejor actriz de serie de televisión Comedia o musical" y a un premio Emmy en 2014 "a la mejor actriz - Serie de comedia" también por dicha interpretación. Es también conocida por su papel protagónico en la película romántica "The Lucky One" donde comparte escena con Zac Efron.

## Primeros años
Taylor nació en Boston, hija de Patricia Miller, una administrativa del Instituto Tecnológico de Massachusetts, y Robert J. Schilling, un exfiscal del condado de Bristol. Tiene un hermano menor llamado Sam. Creció en West Roxbury y Wayland, repartiendo su tiempo entre un lugar y otro debido al divorcio de sus padres cuando era joven. Durante su juventud era una admiradora de la serie de la NBC, ER, y entró en el programa de teatro de su instituto apareciendo en la producción teatral de El violinista en el tejado.
Tras graduarse en la Wayland High School en 2002, asistió al campus Lincoln Center de la Universidad de Fordham, donde continuó participando en varias producciones antes de obtener su licenciatura de artes en 2006. Posteriormente, empezó un posgrado en la Universidad de Nueva York para continuar con sus estudios de actuación pero después de su segundo año decidió marcharse para empezar a hacer audiciones. Durante su búsqueda de papeles, trabajaba como niñera. Actualmente reside en Manhattan, Nueva York.

## Carrera
Su debut como actriz fue en 2007, interpretando un papel secundario en la película independiente Dark Matter. Su estreno en Estados Unidos debió ser retrasado un año, porque su trama tenía bastante similitud con la masacre de Virginia Tech. En 2009, fue seleccionada para protagonizar en la serie de la NBC, Mercy, un drama médico en el que interpreta a Veronica Flanagan Callahan, una veterana enfermera militar de la Guerra de Irak. La creadora y productora ejecutiva de la serie, Liz Heldens, quedó impresionada con la audición de Schilling. Debido a los bajos niveles de audiencia, la NBC anunció que la segunda temporada quedaba cancelada. En 2011, interpretó el papel protagonista de Dagny Taggart en la adaptación cinematográfica de la novela homónima Atlas Shrugged: Part I. En 2012 protagonizó, junto a Zac Efron, la película Cuando te encuentre, que no tuvo críticas favorables y obtuvo un papel secundario en la película dirigida y protagonizada por Ben Affleck, Argo.
Desde 2013 protagoniza la serie de Netflix, Orange Is the New Black, una comedia dramática carcelaria donde interpreta a Piper Chapman, una joven enviada a prisión.  Gracias a este trabajo, obtuvo gran reconocimiento por su actuación. En una entrevista al diario británico The Guardian, Taylor Schilling explicó que gracias al reconocimiento obtenido por su participación en Orange Is the New Black, puede ser más exigente a la hora de elegir propuestas de trabajo. Durante ese año protagonizó la película Stay, junto a Aidan Quinn.

## Filmografía

### Películas
| Año  | Título                 | Personaje        |
| ---- | ---------------------- | ---------------- |
| 2007 | Dark Matter            | Jackie           |
| 2011 | Atlas Shrugged: Part I | Dagny Taggart    |
| 2012 | Cuando te encuentre    | Beth Green       |
| 2012 | Argo                   | Christine Mendez |
| 2013 | Stay                   | Abbey            |
| 2015 | The Overnight          | Emily            |
| 2017 | Take Me                | Anna St. Blair   |
| 2018 | El titán               | Dr. Abi Janssen  |
| 2018 | Family                 | Kate Stone       |
| 2019 | The Prodigy            | Sarah            |

### Televisión
| Año       | Título                  | Personaje                            | Notas                 |
| --------- | ----------------------- | ------------------------------------ | --------------------- |
| 2009–2010 | Mercy                   | Enfermera Veronica Flanagan Callahan | 22 capítulos          |
| 2013–2019 | Orange Is the New Black | Piper Chapman                        | 91 capítulos          |
| 2016      | Drunk History           | Emily Warren Roebling                | Episodio: "Landmarks" |

## Premios y nominaciones
| Año  | Asociación              | Categoría                                                                    | Obra Nominada           | Resultado | Referencia |
| ---- | ----------------------- | ---------------------------------------------------------------------------- | ----------------------- | --------- | ---------- |
| 2012 | Teen Choice Awards      | Choice Movie (con Zac Efron)                                                 | Cuando te encuentre     | Nominada  |            |
| 2012 | Teen Choice Awards      | Choice Movie Actress: Romance                                                | Cuando te encuentre     | Nominada  |            |
| 2012 | Hollywood Film Festival | Mejor elenco                                                                 | Argo                    | Ganadora  |            |
| 2013 | Satellite Awards        | Satellite Award a la mejor actriz - Serie de televisión musical o comedia    | Orange Is the New Black | Ganadora  |            |
| 2013 | Satellite Awards        | Satellite Award al mejor elenco – Serie de televisión                        | Orange Is the New Black | Ganadora  |            |
| 2013 | Webby Awards            | Webby Awards a la mejor actriz                                               | Orange Is the New Black | Ganadora  |            |
| 2014 | Golden Globe Awards     | Golden Globe Award a la mejor actriz – Serie de televisión drama             | Orange Is the New Black | Nominada  |            |
| 2014 | Emmy Awards             | Emmy Award a la Mejor Actriz en una Serie de Comedia                         | Orange Is the New Black | Nominada  |            |
| 2015 | Golden Globe Awards     | Golden Globe Award a la mejor actriz – Serie de televisión musical o comedia | Orange Is the New Black | Nominada  |            |
| 2015 | Satellite Awards        | Satellite Award a la mejor actriz – Serie de televisión musical o comedia    | Orange Is the New Black | Nominada  |            |
| 2015 | Sindicato de Actores    | Mejor Interpretación de un Reparto en una Serie de Comedia                   | Orange Is the New Black | Ganadora  |            |
| 2016 | Satellite Awards        | Mejor actriz - Serie de televisión musical o comedia                         | Orange Is the New Black | Ganadora  |            |
| 2016 | Sindicato de Actores    | Mejor Interpretación de un Reparto en una Serie de Comedia                   | Orange Is the New Black | Ganadora  |            |